# Mačkund
Mačkund na dolním toku Sileru je řeka v Indii. Je 249 km dlouhá.

## Průběh toku
Pramení a protéká východem Dekánské vysočiny. Pod názvem Sileru ústí do řeky Gódávarí. Na řece se nacházejí vodopády Duduma vysoké až 164 m.

## Využití
Na řece byl vybudovaný hydrouzel, který je tvořen dvěma hrázemi s přehradami a vodními elektrárnami.